# Roberto Catani
Pour les articles homonymes, voir Catani.
Roberto Catani (né le 12 mars 1965 à Jesi) est un réalisateur d'animations italien.

## Filmographie
- 1995 : Le Poisson rouge
- 1998 : La Kermesse
- 1998 : La Sagra
- 2002 : La Funambule
- 2013 : La Tête dans les nuages (La testa tra le nuvole) (court-métrage)